# Fontanet (Lleida)
Fontanet és una partida de l'Horta de Lleida, de Lleida.
Partida històrica, avui és engolida pràcticament tota pel Polígon Industrial El Segre, de Lleida.
Limita:
- Al nord amb la partida de Grenyana.
- A l'est i al sud amb el Polígon Industrial El Segre.
- A l'oest amb el Parc de la Mitjana de Lleida.